# Expédition Raynolds

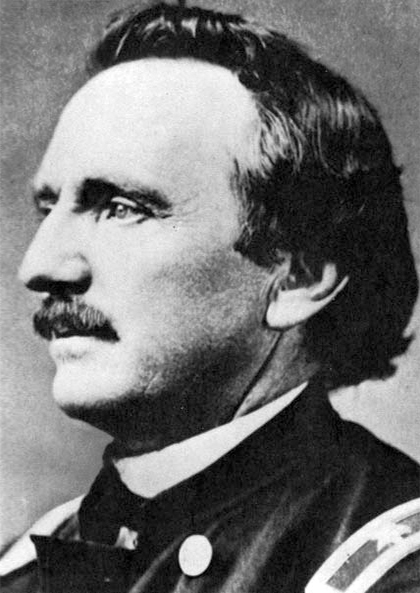
William F. Raynolds.

L'expédition Raynolds est une expédition de l'armée des États-Unis menée en 1859-1860 par le capitaine William F. Raynolds et qui avait pour but d'explorer et de cartographier la région située à l'ouest de Fort Pierre dans le Territoire du Dakota jusqu'aux sources de la rivière Yellowstone.

## Expédition

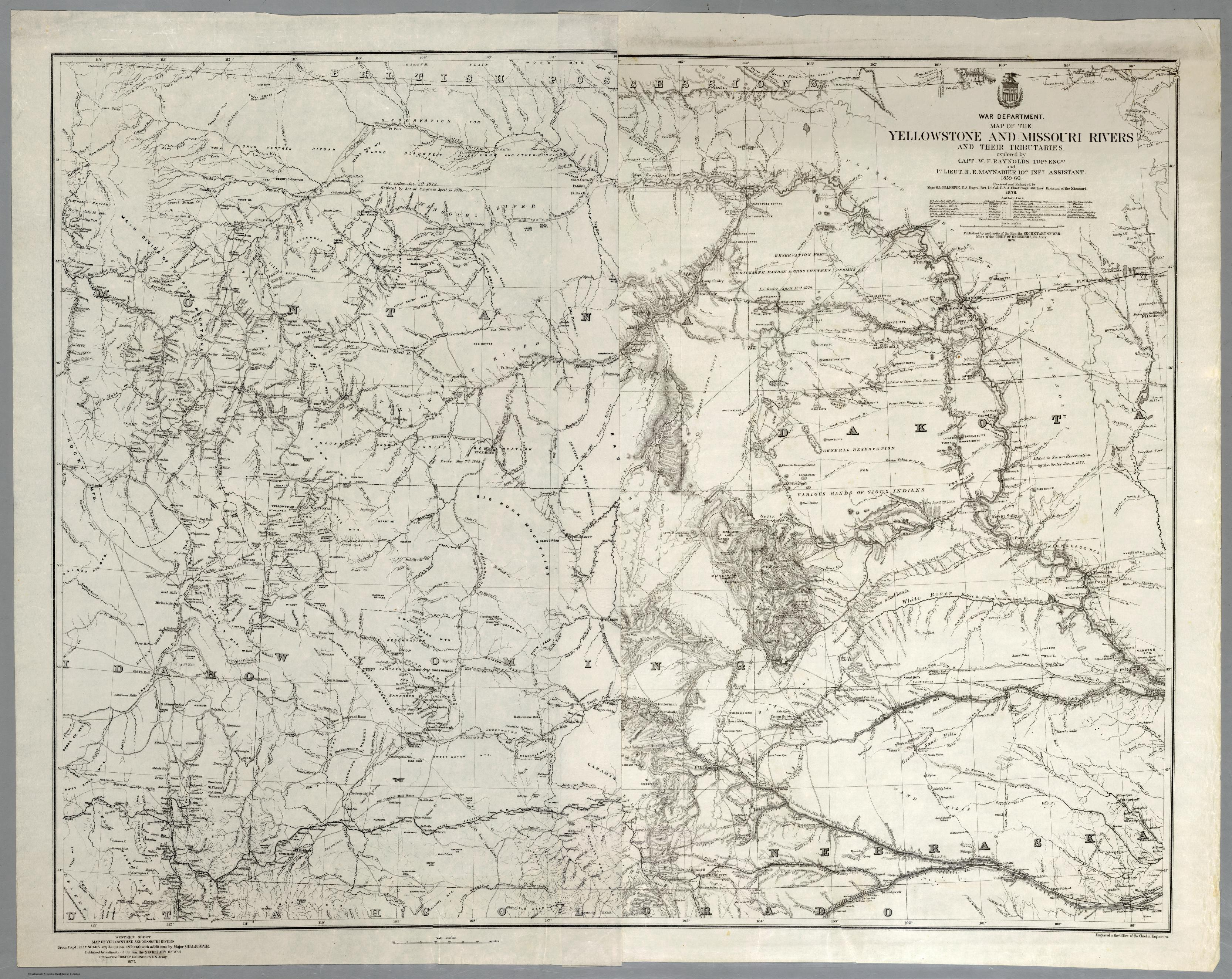
Carte de l'expédition Raynolds.

Au début de l'année 1859, le capitaine William F. Raynolds, membre du Corps des ingénieurs topographes, est chargé d'organiser une expédition visant à explorer la région traversée par les principaux affluents de la rivière Yellowstone, dans les États actuels du Montana et du Wyoming. L'expédition a notamment pour but de connaître le nombre et les habitudes des populations autochtones, les ressources agricoles et minérales de la région, son climat, sa topographie et les possibilités d'y établir des routes et des voies de chemin de fer.
Pour conduire son expédition, Raynolds recrute huit spécialistes parmi lesquels Ferdinand Vandeveer Hayden, géologue, James D. Hutton (en), artiste et topographe, J. Hudson Snowden, topographe, et Anton Schönborn, artiste et cartographe. Secondé par le premier lieutenant Henry E. Maynadier, il embauche également l'ancien mountain man Jim Bridger pour leur servir de guide.
Fin mai 1859, l'expédition quitte Saint-Louis dans le Missouri à bord de deux bateaux à vapeur remontant le Missouri en direction de Fort Randall dans l'actuel Dakota du Sud, qu'ils atteignent le 13 juin. Là, un détachement de trente soldats du 2e régiment d'infanterie (en) conduit par le lieutenant Caleb Smith les rejoint pour leur servir d'escorte. À Fort Pierre, Raynolds rencontre plusieurs chefs lakotas et leur distribue des biens d'annuité.
À la fin juin 1859, l'expédition quitte Fort Pierre et se lance vers l'ouest puis vers le nord. Ils explorent la rivière Powder puis traversent la Tongue River avant d'arriver le 29 août à Fort Sarpy, au confluent de la rivière Bighorn avec la Yellowstone,. Début septembre, Raynolds décide de scinder son groupe en deux. Tandis qu'il remontera la Bighorn, la colonne du lieutenant Henry E. Maynadier retournera explorer la Tongue River ; les deux groupes devant se retrouver sur la branche centrale de la Tongue River.
Se dirigeant vers le sud puis l'est, Raynolds franchit la Tongue River, atteint le lac De Smet puis continue vers le sud à la recherche d'un endroit où établir ses quartiers d'hiver. Le 11 octobre, il atteint le poste de traite d'Upper Platte de John Richard, près de la ville actuelle de Casper. Là, de nombreux hommes se mettent à acheter de l'alcool et commencent à se mutiner, tandis que le lieutenant Smith refuse de suivre les ordres de Raynolds. Bientôt, Raynolds se rend à Fort Laramie pour organiser leur réapprovisionnement et en profite pour traduire Smith en cour martiale mais celui-ci est acquitté car en tant qu'officier du génie, Raynolds n'a pas d'autorité claire sur le groupe d'escorte. Raynolds décide alors de se débrouiller sans eux jusqu'au printemps.
Rejoint par la colonne de Maynadier, l'expédition de Raynolds s'installe dans des bâtiments mormons abandonnés à Deer Creek, près de la ville actuelle de Glenrock. Durant l'hiver, les hommes de Raynolds travaillent sur leurs notes et leurs cartes et envoient leurs rapports par courrier à Washington. Trois petites expéditions sont entreprises depuis Deer Creek. L'une, dirigée par Snowden, vise à explorer la région entre Deer Creek et les Black Hills. Une deuxième, menée par Hutton, cherche une route plus directe vers la rivière Powder afin d'envisager une route carrossable vers Fort Benton. Hayden conduit une troisième expédition vers le sud afin d'y étudier les caractéristiques géologiques de la région.
Le 10 mai, après qu'une nouvelle escorte composée de 30 dragons sous les ordres du lieutenant John Mullins les a rejoint, l'expédition se remet en marche en direction du Yellowstone. Tandis que Maynadier suit une route passant par Independence Rock, Raynolds remonte la Wind puis rejoint la rivière Gros Ventre et entre dans Jackson Hole le 11 juin. Raynolds atteint ensuite la confluence des trois fourches du Missouri où il est rejoint par Maynadier puis leurs routes se séparent à nouveau. Maynadier suit la Yellowstone jusqu'à son confluent avec le Missouri à Fort Union tandis que Raynolds se dirige vers Fort Benton avant de descendre le Missouri jusqu'à Fort Randall. L'expédition est dissoute à Omaha dans le territoire du Nebraska.